# David Bivin
David Bivin (auch: David N. Bivin, vollständig: David Nance Bivin, geboren 20. Juli 1939 in Cleveland, Oklahoma) ist ein US-amerikanischer und israelischer biblischer Historiker und Archäologe.

## Leben
Bivin wuchs in Oklahoma auf.
1963 erhielt Bivlin die Möglichkeit eines Postgraduiertenstudiums in Form einer Fellowship der Rotary Foundation.
Er ging nach Jerusalem, Israel, wo er seitdem lebt.
Bivin studierte von 1963 bis 1969 an der Hebräischen Universität Jerusalem jüdische Geschichte, Literatur, Archäologie und Synoptische Evangelien.
Zu seinen Lehrern gehörten Menahem Stern, David Flusser, Shmuel Safrai, Yechezkel Kutscher, Jigael Jadin, Yohanan Aharoni, Michael Avi-Yonah und Robert Lisle Lindsey.
Von 1970 bis 1981 leitete Bivin die Abteilung für Hebräische Sprache des amerikanischen Ulpan und die Abteilung für modernes Hebräisch am Institute of Holy Land Studies (später: Jerusalem University College).
In diesen Jahren war er Autor und Coautor verschiedener Sprachkurse (Aleph-Bet: A Beginner’s Introduction to Reading and Writing Hebrew, Fluent Biblical and Modern Hebrew).
Von 1974 bis 1991 diente Bivin als Sergeant bei den Israelischen Verteidigungsstreitkräften (IDF).
Bivin ist Mitglied der Jerusalem School of Synoptic Research.
Diese wurde in den 1980er Jahren von David Flusser, Robert Lisle Lindsey und Shmuel Safrai gegründet.
Bivin war mehrere Jahre Direktor und Leiter dieser Institution.
Bivin ist Mitglied der Jerusalem Narkis Street Congregation.
Das ist eine für alle offene Gemeinschaft für Gebet, Bibelstudien und karitative Hilfe.
Die Gebetspraxis orientiert sich an den Gebräuchen, von denen angenommen wird, dass Jesus ihnen folgte.
Bivin ist verheiratet und lebt in Yad HaShmona, etwa 10 km westlich von Jerusalem.

## Forschungsinteressen
Bivin arbeitet zusammen mit Joshua N. Tilton und Lauren Asperschlager an einem umfangreichen Kommentar zu den synoptischen Evangelien.
Bivin untersucht das Leben und die Lehren Jesu in ihrem historischen und kulturellen Zusammenhang.

## Jerusalem Perspective
Bivin ist Gründer und Redakteur des Journals Jerusalem Perspective.
Von 1987 bis 1999 erschien es als gedruckte Zeitschrift.
Seit 1999 erscheint es online als Webseite.
Jerusalem Perspective widmet sich dem Leben Jesu und seinen Lehren.
Es stellt diese in ihren historischen, kulturellen, religiösen, sprachlichen und geographischen Zusammenhang.
Auch außerchristliche Quellen und archäologische Erkenntnisse werden zur Erklärung und zu Untersuchungen herangezogen.
Jerusalem Perspective möchte als Brücke zwischen Juden und Christen dienen.
Viele bekannte Wissenschaftler publizieren bei Jerusalem Perspective und arbeiten an diesen Anliegen mit.

## Veröffentlichungen

### Bücher
- New Light on the Difficult Words of Jesus: Insights from His Jewish Context (deutsche Ausgabe: Jesus von Nazareth – seine Welt, seine Worte, seine Weisheit: Neue Einsichten in schwierige Worte Jesu vor hebräischem Hintergrund, übersetzt von Horst Krüger), in mehrere Sprachen übersetzt, englisch: En-Gedi Resource Center, 2005, ISBN 978-0974948225, deutsch: Asaph Verlag, 2015, ISBN 978-3940188953
- Understanding the Difficult Words of Jesus (deutsche Ausgabe: Was hat Jesus wirklich gesagt?: Die schweren Worte Jesu – ein Schlüssel zu ihrem Verständnis übersetzt von Horst Krüger) zusammen mit Roy Blizzard, in mehrere Sprachen übersetzt, englisch: Destiny Image, 2016, ISBN 978-0768413656, deutsche Ausgabe: Leuchter Edition, 1997, ISBN 978-3874821926
- Roots and Branches: Explorations into the Jewish Roots of the Christian Faith, PWM Trust, 1998, ISBN 978-1872395401